# Principesse del regno della fantasia
Principesse del regno della fantasia è una collana di libri ideata dagli autori di Tea Stilton ed edita in Italia da Edizioni Piemme.

## Libri
- Principessa dei Ghiacci
- Principessa dei Coralli
- Principessa del Deserto
- Principessa delle Foreste
- Principessa del Buio
- Regina del sonno
- Strega delle Maree
- Strega delle Fiamme
- Strega del Suono
- Strega delle Tempeste
- Strega della Cenere
- Strega dell'Aria
- Strega delle Streghe

## Trama
Nives, Kalea, Samah, Yara e Diamante sono cinque sorelle separate da piccole, costrette a vivere lontane governando i regni loro affidati. Il loro compito è principalmente custodire una lastra d'argento, una per ciascuna, sulle quali è scritta una strofa della misteriosa Canzone del Sonno, un incantesimo utilizzato dal loro padre, il Re Saggio, per addormentare il malvagio Vecchio Re e la sua corte (dopo questo avvenimento il Re Saggio e la Regina sarebbero scomparsi, ma non prima di aver diviso il Grande Regno in cinque Regni più piccoli).
Il Principe Senza Nome, sfruttando la magia (proibita dal re saggio in tutto il Grande Regno) e con l'aiuto di un misterioso coleottero cobalto, passerà di Regno in Regno sotto aspetto diverso ingannando le Principesse e riuscirà, alla fine, a impadronirsi delle varie strofe, anche se da questo pericolo nascerà qualcosa di buono per le cinque sorelle: riusciranno finalmente a ritrovarsi e troveranno l'amore. Nives sposerà Gunnar (che a causa di un incantesimo di Halifa, la custode del vulcano, aveva passato molti anni sotto forma di un lupo e senza poter rivelare la sua vera natura); Kalea sposerà Kaliq Zaba, studioso dell'Accademia del Regno del Deserto; Diamante sposerà Rubin Blue (che era stato irretito dalla magia del Principe Senza Nome) e Yara si innamorerà, dopo anni di guerre, di Vannak, giovane capo di una tribù (i Nai-Lai) ancora fedele al Vecchio Re. Solo Samah rimarrà sola, poiché aveva iniziato a provare qualcosa per Rubin quando lui era giunto alla sua corte per conto del Principe.
Le Principesse scoprono anche che Helgi, il giardiniere della corte del Regno dei Ghiacci, è in realtà loro padre e che il vero Helgi si trova chissà dove in missione per il Re. Tutti insieme devono affrontare il Principe, che è pronto a risvegliare la corte della rocca del sonno sull'isola Errante. Ma oltre al pericolo che deriverebbe dallo svegliare il Vecchio Re, ce n'è un altro nello spezzare l'Incantesimo del Sonno: infatti l'Isola sprofonderebbe nel Mare dei Passaggi, e nel palazzo dormiente c'è anche la Regina, la madre delle cinque Principesse. Il Re spiega infatti che al momento di scagliare l'incantesimo il Principe era assente, e la Canzone del Sonno era stata preparata per un numero preciso di persone di sangue reale, così la Regina, pur di salvare il Grande Regno dal Vecchio Re, aveva accettato di addormentarsi per sempre.
Alla fine tutto si risolve per il meglio: il Principe Senza Nome viene sconfitto e la famiglia reale è finalmente riunita.
Tuttavia un nuovo pericolo incombe sul Grande Regno: sono le Streghe Grigie. Esse erano antiche alleate del Vecchio Re, che aveva promesso loro di governare sul Grande Regno se mai avesse vinto; in cambio loro lo aiutarono istruendolo alla Magia Senza Colore, della quale erano maestre. Ora sono tornate per prendersi ciò che era stato loro promesso:hanno intenzione di conquistare il regno e sottoporlo al loro potere e a quello della Magia Senza Colore. Sono sette: Acquaria, Strega delle Maree; Cyneria, Strega della Cenere; Pirea, strega delle Fiamme; Stridoria, Strega dei Suoni; Etheria, strega delle Tempeste; Sulfurea, Strega dell'Aria e la Mai Nominata, signora delle Streghe Grigie.
Le Streghe sono determinate, potenti e senza pietà, ma nascondono un segreto. Esse infatti erano ragazze normali, ma qualcosa le spinse ad entrare nel Vortice Grigio, cambiando per sempre. Ed è proprio questo segreto a far vacillare Acquaria al momento della battaglia contro il Grande Regno. Le principesse sono riuscite a sventare l'attacco di Acquaria, ma le altre Streghe Grigie hanno in mente un nuovo piano e sarà Pirea a condurlo. Ma anche i suoi piani falliscono, così come i seguenti di Stridoria, che ha tentato di distruggere Roccadocra prima con i Licantropi Silenti, e dopo con i Rapaci di Rame e con una Tempesta di Suoni. La quarta strega ad attaccare il Grande Regno è Etheria: con una tempesta di proporzioni gigantesche, ha intenzione di distruggere il Regno dei Ghiacci Eterni; nel frattempo, le principesse Samah e Yara vagano nel Castellobliquo dove sono rimaste prigioniere dopo la resa di Stridoria, mentre Nives è colta da un'improvvisa malattia che la priva della sua forza e della sua gioia... Però, alla fine, Etheria, nonostante abbia messo in seria difficoltà il Grande Regno, si arrende di fronte all'amore che unisce la famiglia reale e, con grande gioia di tutti, Nives guarisce dalla malattia. Si scopre infatti che era stata causata dall'incantesimo dalla perfida e potente Mai Nominata e che inoltre quest'ultima aveva raccolto moltissime informazione sulla principessa Nives ma il motivo di tutto questo accanimento rimane celato alla famiglia reale. Yara riesce a fuggire dalla Mai Nominata e a ritornare dalla sua famiglia, ma Samah rimane prigioniera nel misterioso castello delle Streghe Grigie e si ritrova nella stessa cella con un altro prigioniero la cui identità le rimane nascosta.Quest'ultimo dice di chiamarsi Neil e ,insieme a Samah, scapperà dalle segrete del castello. Anche se le Principesse hanno sconfitto quattro Streghe vengono a sapere che devono affrontare una nuova minaccia: il Principe Senza Nome è stato liberato dall'incantesimo della Canzone del Sonno da qualcuno che è sicuramente molto potente, un viaggiatore incappucciato si aggira misteriosamente nei 5 Regni in cerca del Libro delle Streghe e molto probabilmente il Guaritore delle Isole del Regno dei Coralli è l'unico a conoscerne la vera identità. Tutta la Famiglia Reale è pronta ad affrontare tutte le nuove minacce che gli si proporranno davanti e a riparare i danni provocati dalla tempesta della strega Etheria sia alla maestosa e sfarzosa Reggia di Arcandida che negli altri Regni ma scopriranno che, in realtà, Neil è il Principe senza Nome. Si viene a sapere che quando era piccolo Neil ha avuto una terribile malattia e la Mai Nominata lo ha salvato chiedendo al padre una parte del Grande Regno, tuttavia, nello stesso periodo un giovane cavaliere, colui che sarà nominato il Re Saggio, si era ribellato alla tirannia del Vecchio Re e aveva conquistato il Regno addormentando il terribile sovrano e la sua corte nella sua Reggia. La Mai Nominata aveva anche fatto un incantesimo su Neil che gli impediva di provare emozioni ma quando Neil un giorno ascoltò di nascosto una conversazione tra suo padre e la Mai Nominata che parlavano dell'incantesimo fatto, la Strega delle Streghe lo sorprese e gli cancellò la memoria con uno dei suoi incantesimi più perfidi: non avrebbe recuperato la memoria finché non avesse trovato il vero amore. A spezzare l'incantesimo é Samah che si innamora di lui. Lentamente anche il Re Saggio, la Regina e tutta la famiglia cominceranno a fidarsi di Neil e capiranno che é davvero cambiato. Neil decide di raggiungere Castellobliquo dato che la Mai Nominata tiene in ostaggio suo padre, il Vecchio Re, con lo scopo di liberarlo. Grazie alle sue conoscenze Neil tramortisce la strega e la imprigiona brevemente nei sotterranei. Nel frattempo però Samah insieme alle sue quattro sorelle, Nives, Diamante, Yara e Kalea, Gunnar ed Helgi sono giunti al castello per porre definitivamente fine alla guerra con le streghe. Il percorso però si dimostra difficile non solo per via dei trabocchetti della Strega ma anche perché sono frequenti gli scontri con il Vecchio Re, uomo irascibile e superbo. Le principesse, però, grazie alla purezza dei loro cuori riescono a liberare tutte le Streghe dalla Magia senza Colore. La Mai Nominata si scopre essere Hannah moglie amata e creduta perduta per sempre del Vecchio Re. Si scopre anche che era stato a causa di questa perdita, insieme a quella precoce del padre che, Re Donor, questo è il vero nome del Vecchio Re, era diventato crudele e malvagio. Hannah rivela finalmente a Neil quale sia il suo vero nome: Anthor. Il Re Saggio insieme alla Regina decidono di perdonare Donor ed Hannah del male commesso, visto il reale pentimento e cambiamento dei due, e di regnare con giustizia e complicità sul Grande Regno dimostrando in questo modo che il bene ed il perdono vincono sempre, nonostante tutto. Anthor, invece, decide finalmente di abbandonare la magia e la vendetta per sposare la Principessa Samah.

## Personaggi

### Principesse

#### Nives
È la Principessa dei Ghiacci Eterni. È la più silenziosa e riservata delle sue sorelle. Nasconde un temperamento forte, tenace e molto coraggioso: più volte rischia la vita pur di proteggere la sua corte il suo popolo, le sorelle e Gunnar, suo marito. Essendo molto elusiva e diffidente è difficile ottenere la sua fiducia, ma una volta ottenuta si dimostra affettuosa, vivace e protettiva. Ama sentirsi indipendente e spesso preferirebbe essere solo Nives piuttosto che una Principessa. Molto ribelle al rigidissimo protocollo regale di Arcandida e alla severa Contessa Berglind, sua zia, spesso si diletta in cucina aiutando le sue due cuoche con qualche ricetta che inventa lei stessa, rubando della marmellata dai barattoli o non indossando gli abiti cerimoniali di corte. 
Nives è una ragazza molto sveglia e intelligente ed è per questo che è riuscita a tenere a distanza il Principe senza Nome sotto mentite spoglie. È ammirata dagli abitanti del Grande Regno e dalle sorelle per la sua bellezza, fatto che ha portato molti pretendenti a chiederle la mano; Nives, però, dice sempre di non volersi sposare, poiché è una giovane donna indipendente e non ama i cambiamenti; tuttavia, dopo l'avventura vissuta contro il Principe, capirà che sia le cose che le persone cambiano. Davanti ai complimenti e alle lusinghe si mostra sempre riservata e sinceramente modesta come la sorella Samah. 
Alla fine, incontrerà il vero amore in Gunnar, amico e compagno di avventure fin dall'infanzia, il suo fidato lupo bianco, che un tempo era un ragazzo e che, grazie alle lacrime della principessa, lo ridiventerà e la sposerà. 
È l'unica principessa a cui non viene sottratta la Strofa durante il primo attacco del Principe Senza Nome (quest'ultimo, poco tempo dopo, ruberà il verso magico usando un incantesimo contro Nives e la sua corte). Tiene molto a Gunnar e alla sua stanza segreta, ma mostra un profondo affetto anche per le sorelle, gli amici e il regno. 
Ha 18 anni, lunghi capelli biondi lisci, la carnagione nivea, gli occhi azzurro ghiaccio, un viso dolce e angelico dai lineamenti delicati che le donano un aspetto regale. Possiede un fascino misterioso, tanto che chiunque la guarda ne rimane colpito. Ha un corpo snello e slanciato e una splendida voce. Indossa sempre abiti leggeri e semplici che rispecchiano il suo modo d'essere, essendo abituata alle temperature polari.
Ama passare del tempo e cavalcare con Gunnar nel suo Regno, del quale conosce perfettamente la geografia e la storia. Non sopporta invece che le persone la costringano a fare ciò che non vuole, essendo una ragazza dalla ferrea volontà. Adora raccogliere e osservare fiori, frutti e foglie del Grande Albero. Legge e inventa spesso storie per le sue cugine che adora e con le quali si diverte molto. Oltre a cavalcare con i lupi passa il tempo leggendo, scrivendo, cucinando o perdendosi nelle mille stanze di Arcandida.

#### Kalea
È la Principessa dei Coralli; romantica, ottimista, dolce e solare, trascorre le sue giornate con i fratelli Purotu e Naehu e con l'orca Garcia, il suo animale da compagnia. Kalea è sensibile e sognatrice, infatti sogna sempre di poter trovare il vero amore e di sposarsi. 
La Principessa Kalea è molto ingenua, perciò spesso si fida delle persone sbagliate e questo la porta a compiere innumerevoli sbagli, ma rispetta fermamente ideali quali l'amore e l'altruismo; delicata come i fiori della sua reggia, lei è la più gentile e allegra tra le sue sorelle, ma anche la meno accorta e, insieme alla sorella Yara, la più avventata. Si fa spesso prendere dall'entusiasmo ma è poco incline ad affrontare i problemi di petto ed è perciò la più pavida fra le sue sorelle. 
La sua anima gemella è Kaliq Zaba, un seducente ricercatore del Regno del Deserto che all'inizio tutti credono sia il Principe Senza Nome. Ama i suoi mari e la natura e pensa che siano fondamentali per la vita. Tiene a tutte le persone che le stanno vicino e che l'hanno cresciuta attraverso l'armonia del Regno dei Coralli. 
Ha 17 anni. Ha lunghissimi capelli rossi e ricci che porta spesso sciolti o legati con un fermaglio rosa, occhi verdi come il mare e piccole lentiggini sul naso. È piuttosto minuta, dalle forme morbide e dalla carnagione dorata, grazie al sole del suo Regno. Ha un viso dolce e delicato. Diamante invidia molto la sorella per il fatto che questa regni su una terra verdeggiante baciata dal sole e dal mare cristallino. Il suo abito preferito è quello verde fatto di alghe pestate, perle e conchiglie.
A differenza delle sorelle Nives e Samah, più riservate, Kalea non si mostra affatto ritrosa davanti ai complimenti. È sempre generosa nei confronti del suo popolo. Adora camminare scalza. Ogni volta che può, fa lunghe nuotate nel suo mare con l'orca Garcia. Tiarè è la sua migliore amica mentre Moea, la guardiana del Faro, è per lei come una seconda madre. 
È l'unica principessa in grado di leggere l'insidioso e pericoloso Libro delle Streghe; ciò sarà una sorta di prova di coraggio per la ragazza, che diverrà infatti più coraggiosa e intraprendente.

#### Samah
È la Principessa del Deserto. Molto assennata, pratica e decisa, la principessa Samah è molto autoritaria, e per questo si fa obbedire da tutto il suo popolo e dalla sua stessa famiglia, ed è riconosciuta come la  primogenita tra le Principesse del Regno della Fantasia. 
Samah è una giovane donna molto saggia e consapevole del suo ruolo di Principessa. Per questo motivo, spesso, ha un atteggiamento duro e sospettoso. Nonostante ciò, ha un cuore gentile; ha tanti desideri e sogni, e forse neanche lei sa davvero quello che vuole. Non tollera la maleducazione e la ribellione, nonostante persino lei faccia degli sbagli qualche volta; dimostra di essere tenace e combattiva durante gli attacchi del Principe Senza Nome e delle Streghe Grigie. 
La sua fedele compagna è Amira, una splendida cavalla dal manto color oro; adora prendersi cura del giardino di corte e suonare il flauto, con il quale si diletta durante la notte, quando è pensierosa, come da tradizione di famiglia. 
All'inizio si innamora del viaggiatore Rubin Blue, ma questi sceglierà di sposare la sorella Diamante. Samah ne resterà profondamente turbata, ma deciderà di appoggiare la loro scelta dimostrando una grande maturità. Nell'undicesimo libro incontrerà il misterioso Neil, del quale si innamora e che, successivamente, sposerà nella sua Roccadocra. 
Samah ha 20 anni; porta i lunghi capelli scuri in tantissime treccine che, se sciolte, rendono evidente la sua lunga chioma ondulata. Ha un viso allungato dai bei tratti affilati e profondi occhi scuri. Anche lei come Kalea ha la carnagione scurita dal sole del suo Regno. È alta, affascinante e slanciata. Come Kalea, anche lei ama camminare a piedi nudi. È molto talentuosa nel canto. Indossa sempre vestiti bianchi che la proteggono dal sole impietoso del deserto e che fanno risaltare la sua carnagione scura.

#### Yara
È la Principessa delle Foreste; esuberante, spiritosa, ribelle e molto testarda, è la più giovane tra le sue sorelle. Ama allenarsi con l'arco ed è infatti la miglior arciera del Grande Regno, e viaggiare tra i suoi boschi, scoprendo ogni volta qualcosa di nuovo. 
Piena di energie e di grinta, è un po' maldestra e assai disordinata, ma riesce sempre a tirarsi fuori dai guai. Ha ereditato lo spirito guerriero e combattivo dal padre, e spesso mostra un carattere euforico e prorompente. Non riesce mai a stare ferma a guardare di fronte alle ingiustizie. Ama l'avventura e l'azione. Tuttavia, la sua impulsività la porta a compiere scelte avventate e spesso la sorella maggiore Samah la rimprovera per questo. Riesce ad essere concentrata solo quando tira con l'arco. Non ama piangere, infatti cerca di non farlo mai. 
Insieme all'inseparabile pantera Lalima, affronta ogni genere di avventura; tiene molto al suo popolo e alle sue sorelle. Nonostante sia sbarazzina e all'apparenza spavalda, nasconde un animo dolce, benché cerchi di non darlo a vedere; si innamorerà di Vannak, un  giovane che si era ribellato ai suoi ordini perché la sua tribù era ancora fedele al Vecchio Re: Vannak si renderà conto di amarla e abbandonerà la vendetta e il rancore covato negli anni per starle vicino. 
Ha 16 anni, i capelli lisci neri tagliati corti, gli occhi verde smeraldo, la carnagione chiara e un fisico asciutto e agile. Indossa abiti semplici e pratici, adora camminare scalza e porta sempre un girocollo alto impreziosito da incisioni di animali e motivi floreali; Yara lo ricevette dal padre quando era piccola e pertanto lo considera un vero e proprio portafortuna, separandosene solo per dormire.
Yara è l'unica principessa del Grande Regno a non sposarsi, anche se affermerà più volte l'intenzione di farlo al più presto. Ama la foresta e appendersi alle liane, invece mal sopporta i luoghi chiusi ed essere apostrofata con l'appellativo di "bambina" o "mocciosa".

#### Diamante
È la Principessa del Buio; decisa ma riservata, è la gemella di Nives e fisicamente le somiglia come una goccia d'acqua. Dal carattere altalenante e scostante, all'inizio appare misteriosa e volubile come i fiumi sotterranei del suo regno. Passeggia spesso per i tunnel sotterranei insieme alle sue farfalle dalle ali di velluto. Ha paura di fidarsi delle persone, specialmente di quelle sbagliate, poiché sa che ci rimarrà male. Ha una risata contagiosa ed è stata proprio questa sua caratteristica a renderla facilmente distinguibile dalla gemella fin dalla più tenera età. Abituata all'oscurità, è perfettamente in grado di vedere nelle tenebre. Ha sofferto molto la separazione dalla sua famiglia e questo l'ha portata ad essere capricciosa, scontrosa e ruvida. Solo il precettore Zecchino è in grado di aiutarla a riordinare i mille pensieri contrastanti che aleggiano nella sua mente. Dopo l'incontro con Rubin e la vicinanza delle sorelle questo lato burrascoso del suo carattere andrà affievolendosi. Si dimostrerà coraggiosa, matura ma anche disponibile e solare, non perdendo, però, la sua vena decisa e testarda. 
Ama molto le sue sorelle, soprattutto Nives, che allo stesso tempo invidia perché crede sia la preferita del padre, nonostante quest'ultimo lo neghi sempre con forza. Viene soprannominata Didi dal padre e Helgi, il giardiniere reale. 
Incontrerà Rubin Blue, un affascinante ricercatore dell'Accademia del Deserto dagli occhi blu, nella sua reggia e se ne innamorerà perdutamente, rimanendo affascinata dai suoi racconti e dalle sue avventure: all'inizio lo odierà poiché lui, sotto l'effetto dell'incantesimo del Principe, la tradirà rubandole la strofa, ma alla fine accetterà di sposarlo, perdonandolo. Sia a lei che a Samah la strofa viene rubata da Rubin Blue, mentre era sotto l'influenza malvagia del Principe Senza Nome, quindi quasi in contemporanea. 
Ha 18 anni; possiede una carnagione chiarissima, quasi trasparente per via della totale mancanza di sole a cui il suo regno è soggetto, capelli biondo platino, occhi color acquamarina e un fisico longilineo. Ha una vera passione per i vestiti: a Terratonda, la sua reggia, ci è voluta una stanza intera per tutti i suoi abiti. Tutti i suoi capi d'abbigliamento possiedono colori vivaci, proprio perché, a causa della penuria di luce solare nel suo regno sotterraneo, risaltano nella perenne luce fioca di Terratonda. Tiene molto alla sua gemella Nives, con la quale ha un legame profondo. Possiede una collana impreziosita da un diamante, il più grande dei Cinque Regni, che diede l'ispirazione ai suoi genitori per la scelta del suo nome. Dedica molto tempo alla lettura, a creare gioielli e a lavorare le gemme.

#### Regina dei Cinque Regni
La madre delle cinque Principesse, creduta morta, viene ritrovata nell'Isola Errante, addormentata insieme alla corte. Dopo che Kalea e il Re hanno trovato il Guaritore del Regno dei Coralli, preso in ostaggio dal Principe Senza Nome, questi prepara un infuso per addormentarlo. Dopo di che il Principe si addormenta, prendendo così il posto della Regina. Tutto sembra tornato normale, ma le Streghe Grigie fanno il loro ritorno e la Regina, il cui vero nome non viene mai menzionato nei libri, è sempre pronta a difendere il suo popolo sostenendo con fermezza il Re Saggio e le sue Cinque Principesse, ma fisicamente non parteciperà ad alcuna missione o battaglia contro le streghe.
Ha lunghi capelli rossi e ricci ed occhi verdi. La principessa Kalea, fisicamente, assomiglia molto alla madre, dato che anche lei ha passato, probabilmente, la sua infanzia nel Regno dei Coralli con il padre Amar. Il sonno l'ha mantenuta per anni giovane e bella. 
È molto determinata ed è difficile farle cambiare idea; sembra anche molto legata all'etichetta e alle norme di corte. La regina afferma spesso di soffrire ancora molto per essersi separata per anni dalle figlie e per non aver assistito al matrimonio di Nives, ma questo dispiacere è stato compensato dalla gioia nel vedere spose Kalea e Diamante lo stesso giorno. Ama profondamente le sue figlie e suo marito. Riesce sempre a trasmettere alle figlie la forza del suo amore e la sua gioia.

### Streghe
In una lontana dimora di nome Castellobliquo, un castello inquietante in una landa senza nome e senza colore, vivono le sette streghe grigie determinate a conquistare il Grande Regno. Faranno di tutto per averlo per poi distruggerlo. I punti deboli che accomunano tutte le streghe sono i sentimenti.

#### Acquaria - Strega delle Maree, Signora degli Abissi
Solitaria e ribelle,  non ama l'azione di gruppo e mal tollera gli ordini. I suoi poteri le danno il dominio sul mare, sulle onde e su tutto ciò che si muove negli abissi. Con la sua voce dà vita al Canto degli Abissi che annulla la volontà di chi la ascolta. Tra i suoi incantesimi c'è l'Incantesimo del Mutamento, che tramuta umani e pesci in mostri marini al suo comando . Le sue armi segrete sono il suo Richiamo con cui impartisce ordini ai suoi alleati e il Talismano delle Onde. Vive nel quartiere più umido di Castellobliquo, in una stanza piena di mobili presi da relitti di navi, intonacata di blu e piena di sabbia e conchiglie, che dà l'impressione di stare negli abissi degli oceani. Il suo colore è il blu.  I suoi alleati magici sono i Naufraghi degli Abissi, esseri metà pesci e metà uomini che viaggiano su una flotta di vascelli fantasma, e i Mostri Marini.  Ha una profonda amicizia con Stridoria e Etheria, le tre infatti sono amiche inseparabili. Il suo punto debole è la lontananza dal mare. Acquaria si è unita alle Streghe poiché ,avendo sempre desiderato essere comandante di una nave, vide il suo sogno distrutto ed irrealizzabile, delusa entrò di sua spontanea volontà nel Vortice Grigio. Il suo vero nome è Marihan e suo padre era un pescatore.

#### Pirea - Strega delle Fiamme, Signora delle Scintille
Impulsiva e irascibile, non c'è nulla che la faccia infuriare di più di chi mette in dubbio le sue capacità. Impetuosa e vendicativa, è molto determinata. Grazie alla sua magia controlla il fuoco e la lava. Riesce anche a infondere la vita ad oggetti inanimati attraverso le fiamme. Il suo sortilegio più potente è la Pietrificazione che solo l'energia dell'affetto profondo può spezzare. Le sue armi segrete sono lo Scrigno delle Braci e l'Amuleto delle Scintille. Vive nel quartiere più caldo di Castellobliquo, in una stanza scavata nella roccia lavica, piena di pozze di lava vulcanica e camini perennemente accesi che usa come fornaci. Il suo quartier generale è la Fucina delle Fiamme. Il suo colore è il rosso. I suoi alleati magici sono i Serpendraghi, che viaggiano nei Cammini di Fuoco, e le Schiere di Ferro, armature animate dalla sua magia. Condovide una profonda amicizia con Cyneria. Il suo punto debole è l'acqua. Il suo vero nome è Pyral e la sua famiglia era composta da vetrai, ma delusa dal fatto che il giovane che lei amava non la ricambiava, si era unita al Vortice Grigio sperando che il fuoco potesse essere in grado, da solo, a scaldarle il cuore.

#### Stridoria - Strega del Suono, Signora dei Disaccordi
Meditativa e riflessiva, ha un animo inquieto ed un carattere introverso. Preferisce la riflessione solitaria all'impulso e il pensiero all'azione. Irritante ed elegante, adora il silenzio che favorisce la sua concentrazione. Cerca sempre la perfezione. Ha un udito finissimo. Con la sua magia lei domina i suoni e i rumori, li raduna e li riproduce intrecciandoli e agitandoli. Grazie ai suoi poteri, infonde la magia nelle onde sonore rendendole stregate e con esse alimenta subdoli e disastrosi incantesimi. Il suo incantesimo più potente e pericoloso è la Tempesta di Suoni, che ha un effetto devastante su uomini, animali e piante, capace di essere bloccata solo da particolari conchiglie rarissime che si trovano solo nei mari del Regno dei Coralli, vicino all'Isola delle Stelle. Le sue armi segrete sono la Cetra del Vento, il Sussurro del Mondo e il suo Richiamo di Rame. Vive nel quartiere più a Sud e isolato di Castellobliquo che si affaccia sul Portale di Risonanza. Le sue stanze sono rivestite da una speciale gomma isolante che mantiene la stanza in un silenzio irreale, per favorire la sua riflessione. Il suo colore è il viola. I suoi alleati magici sono uno stormo Rapaci di Rame, che in origine erano solo statuette di rame, e un incessante esercito di Licantropi Silenti, silenziosi e feroci che temono solo la luce.  Ha una profonda amicizia con Etheria e Acquaria, ma anche con Sulfurea. Il suo punto debole è il rumore di tante foglie che cadono contemporaneamente, l'unico suono che lei non riesce a controllare. Il suo vero nome è Armonjia ed è nata in una famiglia di musicisti. Perdendo contro una sua amica in una gara musicale, decise di unirsi alle Streghe Grigie sperando di poter acquisire maggiori doti musicali grazie alla magia ed ottenere così la perfezione tanto agognata.

#### Etheria:Strega delle Tempeste, Signora del Fulmine
Studiosa e selvaggia, ha vari libri in cui studia incantesimi basati sugli elementi dell'aria e della luce nella forma del vento e del fulmine. Intellettuale, imprevedibile e bizzosa come le tempeste di cui è sovrana. Con i suoi poteri lei controlla le nubi, i fulmini, i venti, la pioggia e da forma agli elementi dell'atmosfera per creare violente tempeste, uragani e altri devastanti incantesimi. Con il potere dei suoi sortilegi il cielo respira, si muove e vive e diventa un'arma letale e distruttiva nelle mani della strega. Il suo sortilegio più devastante è la Tempesta Finale, distruttiva e mostruosa calamità naturale. Solo il potere del Guaritore dei Coralli può bloccare la tempesta con la magia positiva del Camaleonte Dorato. Le sue armi segrete sono l'Amuleto delle Tempeste e l'Anello del Fulmine. Vive nel quartiere più alto di Castellobliquo dove la nebbia e le nubi si confondono, in una stanza piena di vetrate e finestre che tiene perennemente aperte poiché lei odia sentirsi al chiuso. Il suo colore è il viola scuro . Le sue alleate magiche sono le Tessitrici di Nuvole , esseri senza cuore, metà donne e metà libellule dotate del potere di creare nubi di tempesta e di scatenare il vento con le loro ali . Condivide una grande amicizia con Stridoria e Acquaria ma anche con Sulfurea ed ha un rapporto bizzarro con Cyneria : fatto da orribili litigate e sorprendenti slanci di affetto. Il suo punto debole è la mancanza di aria, il suo elemento vitale. Il vero nome di Etheria è Astria ed era una ragazza studiosa ed appassionata del cielo e delle stelle, a causa delle sue conoscenze è stata la Mai Nominata a costringerla ad entrare nel Vortice.

#### Cyneria:Strega della Cenere, Signora delle Braci
Introversa e spesso indecisa, è uno spirito libero che ama stare da sola perché con gli altri finisce per litigare. Odia gli imprevisti e incenerisce tutto ciò che non gradisce. I suoi poteri la rendono capace di controllare e creare non solo la cenere e il carbone , ma anche in parte gli elementi da cui la cenere si origina : fiamme, lava e calore. Può evocarli e combinarli insieme per creare sorprendenti incantesimi e malefici. Il suo incantesimo più potente e terribile è il Vortice di Cenere, che confonde e disorienta i nemici e toglie la vita, la gioia e i colori a tutto ciò che colpisce lasciando un ammasso grigio e senza vita. Le sue armi segrete sono il Sibilo della Luna e il Ciondolo della Cenere. Le stanze della strega sono tutte di pietra grigia e sono divise in stanzette e ambienti ristretti. I suoi quartieri si trovano a metà tra le stanze di Acquaria e Pirea perché la cenere di cui è padrona Cyneria nasce proprio dal calore del fuoco e dal gelo dell'abisso. Nelle sue stanze c'è il Camino delle Braci Ardenti che alimenta una cenere eterna, scintillante, argentea , impalpabile e misteriosa. Il suo colore è il grigio. Le sue alleate magiche sono le Lincenerenti, enormi linci predatrici con artigli in grado di trasformare in cenere chi è graffiato.  Condivide una grande rapporto di amicizia con Pirea , un rapporto bizzarro con Etheria e , anche se non lo ammette , è molto legata pure a Sulfurea . La luce solare è il suo punto debole. Cyneria in realtà si chiamava Tefria ed amava studiare la terra, i fenomeni geologici e le rocce ma sentiva di non riuscire mai a raggiungerne la completa conoscenze e, quindi, decise di diventare una strega per sete di conoscenza e apprendimento.

#### Sulfurea:Strega dell'Aria, Signora delle Essenze
È guardinga, ma anche molto curiosa. Si muove spesso all'interno del castello, come se stesse cercando qualcosa.Come l'aria è inafferrabile, così lei, che dell'aria è padrona, è abile a far perdere le sue tracce . Ha un animo intraprendente, indipendente e anche un po' ribelle.  Ha un olfatto finissimo, capace di percepire ogni odore. Con i suoi poteri la strega controlla l'aria nelle sue forme più subdole e insidiose. Grazie alla sua magia agita l'aria,la rende immobile a suo piacimento,la può riempire di odori disgustosi,di essenze stregate oppure la può privare dell'ossigeno, rendendola irrespirabile . Il suo sortilegio più temibile è l'Incantesimo dei Maleodori, che mescola tutti gli odori più disgustosi e li diffonde nell'aria. La sua arma segreta è il Ventaglio delle Correnti. I suoi quartieri sono esposti a ovest, dove soffia più vento. Le sue stanze sono sovrastate da una bellissima balconata con statue incantate a forma di sfinge. Il suo colore è il verde acido. I suoi alleati magici sono le piccole ma insidiose falene Piumate, che disperdono nell'aria una pericolosa polvere urticante e che sono abituate a muoversi in uno sciame così fitto da sembrare una nuvola. Condivide una grande amicizia con Stridoria ma anche con Etheria e Cyneria. L'unico modo per annullare i suoi poteri è usare l'Incantesimo della Pioggia di Fiori. Sulfurea si chiamava Alisia ed era una giovane appassionata di essenze e profumi ed insieme al suo fidanzato alchimista voleva trovare la ricetta del profumo invisibile. Tuttavia convinta e raggirata dalla Mai Nominata si era unita alle Streghe convinta di ottenerla.

#### La Mai Nominata-Strega delle Streghe, Signora della Magia senza Colore
Perfida e inafferrabile signora e padrona delle Streghe Grigie. Ha i sensi potenziati dalla magia e nulla sfugge al suo controllo: nessuno entra ed esce dal suo castello senza che lei lo sappia. Attenta, subdola, intollerante e crudele non dimostra mai pietà e perdono nei confronti di nessuno anzi ama mettere in soggezione e terrore chi la circonda. È molto potente, astuta e conosce i più terribili incantesimi della Magia senza Colore come l'incantesimo della Volontà Oscura mediante il quale riesce a piegare al suo volere anche le volontà più forti. I suoi incantesimi più temibili sono legati al controllo che ha sul Fuoco Azzurro ,la fiamma che alimenta la magia, e all'uso di alcune Gemme Magiche. Il suo colore è il nero. Al suo servizio ci sono i Rapaci Sentinella e i Corvonauti fedeli servitori e guardiani infallibili della sua dimora. A Castellobliquo vive nella Torre Nera,un ambiente tetro e misterioso ma con un mobilio simile a quello umano. Nella sua torre vive la sua più fidata alleata: Ombrosia, una creatura di vento e ombra che la aiuta nella ricerca dei suoi incantesimi .Il suo scopo è quello di conquistare gli incantesimi di Neil per sottomettere definitivamente il Grande Regno facendolo diventare una landa desolata, priva di colori e fantasia. Ma tutti i suoi poteri ed incantesimi, così come quelli delle sue sottomesse, derivano dal Vortice Grigio ed è questo che racchiude il segreto della Magia senza Colore e delle sue streghe. In realtà La Mai Nominata è la regina Hannah moglie del Vecchio Re. Poco dopo la nascita del loro primo figlio era stata tratta in inganno dal vortice ed imprigionata dentro esso, perdendo tutto quello che la rendeva umana ed i suoi ricordi, diventando in questo modo La Signora delle Streghe Grigie. Tutti i suoi poteri derivano dalla Goccia di Tenebra custodita all'interno del Vortice da uno Spirito Custode. Le Principesse scagliandole questa pietra contro le permetteranno di ritornare com'era prima dell'incontro con il vortice: una donna amorevole, elegante e dai modi pacati e gentili.

### Regno dei Ghiacci Eterni
Principe Gunnar: Gunnar era un giovane del villaggio del Regno dei Ghiacci che viveva serenamente aiutando il padre a costruire le case, viene fatto riferimento anche che egli ha sia una madre che un fratello, nel villaggio del Regno dei Ghiacci,  ma la sua famiglia non è presente nei libri. Un giorno, catturato da dei briganti, fu gettato nel cratere di un vulcano spento. La custode del vulcano, la maga Halifa, lo salvò, al prezzo però di passare il resto della vita sotto forma di un lupo; lui acconsentì e visse con i lupi nei boschi del Regno finché non entrò nella guardia reale di Arcandida con il suo branco, al fine di proteggere la giovanissima Principessa Nives. Diventerà il migliore amico della principessa e nel corso degli anni si innamorerà di lei. Nel primo libro lotterà contro il Principe Senza Nome rimanendone gravemente ferito, sarà poi salvato dall'amore di Nives che grazie alle sue lacrime lo ritrasformerà in un giovane uomo. Lui poi andrà negli altri regni per avvisare le principesse del pericolo, si darà da fare anche contro le streghe, risultando un personaggio fondamentale per quasi ogni libro. Gunnar è piuttosto giovane ma la sua età non viene mai specificata tuttavia viene, spesso, descritto come un bel giovane dagli occhi blu e con capelli color dell'oro, estremamente affascinante e forte. Alto ed atletico, Gunnar è un guerriero formidabile ed instancabile, spesso appare brusco e distaccato ma in realtà è solo molto discreto e parlare apertamente dei suoi sentimenti verso Nives gli crea non poco imbarazzo. Conosce molte cose dato che ha passato molto tempo con Haldorr. Ha un animo vigoroso ma pacato ed è piuttosto umile, tanto che appena divenuto Principe si sentiva in imbarazzo a sentirsi chiamare con quell'appellativo. Il suo sguardo penetrante e magnetico è capace di tranquillizzare chiunque; solo con Nives si mostra espansivo, molto innamorato e protettivo. Gunnar è l'unico della corte che riesce a comprendere pienamente il carattere e le potenzialità di Nives, che supporta sempre. 
Zia Berglind: L'anziana zia delle cinque principesse e di Thina e Tallia. Vuole in tutti i modi far sposare Nives, ma vuole solo il meglio per lei, ed è per questo che spesso si comporta duramente con la ragazza: vuole farla sposare a tutti i costi con un principe di qualche nobile ed antica casata. Spesso si trova in disaccordo con Nives perché la contessa segue alla lettera e con fedeltà il protocollo ed è abituata a seguire le regole da quando è nata. Donna paffutella ma energica, ha sempre i capelli acconciati in uno chignon, ci vede poco nonostante gli occhiali, e quando ha un brutto pensiero sventola una mano o un ventaglio. Quando va nel panico chiama sempre il maggiordomo Olafur.
Haldorr: Il bibliotecario di Arcandida, sa creare uno speciale inchiostro invisibile. Da giovane si innamorò della guardiana del faro del regno dei coralli Moea, ma dovette separarsi da lei in quanto aveva ricevuto dal Re l'incarico di custodire la biblioteca di Arcandida, la più grande dei cinque Regni. È amico di Gunnar, nonché uomo colto e gentile. Si unisce a Gunnar per la prima missione nel Regno dei Coralli, decidendo di rimanere con la guardiana Moena, sua vecchia fiamma. Passa le giornate nell'immensa biblioteca di Arcandida, a riordinare e tenere in ordine gli innumerevoli tomi della reggia.
Helgi: Helgi è un uomo robusto di mezza età, dalla barba bionda molto curata e lo sguardo leale e sincero, nonché il miglior giardiniere del Grande Regno. Prima di andare al servizio del Re Saggio lavorava alla corte del Re Malvagio, ma, capite le intenzioni di questi, si è schierato dall'altra parte, diventando un fedele e devoto servitore, nonché amico del sovrano. Sarà fondamentale negli ultimi libri della saga. Dopo aver sconfitto il Vecchio Re, parte per Castellobliquo per scoprire i segreti e le intenzioni della Mai Nominata, riuscendo a mantenere i contatti con il Re Saggio e fornendo dopo molti anni "Il Libro delle Streghe", che delinea i pericoli e i poteri delle abitanti di Castellobliquo. Una volta scoperto, in quanto spia, è costretto a viaggiare per tutto il Grande Regno per sfuggire alle streghe. Solo nell'undicesimo libro ritornerà a casa.
Re Saggio:  Un tempo era il più valoroso cavaliere del Grande Regno, ma decise di ribellarsi al suo Re; sconfiggendolo, prese il comando del suo Regno e lo divise in cinque piccoli regni, affidandoli alle sue figlie. Ha bandito la magia dal Grande Regno, considerandola distruttiva e pericolosa. Ha fatto scrivere le strofe della Canzone del Sonno per poter addormentare la corte del Vecchio Re e sconfiggerlo senza spargimenti di sangue. Le strofe sono state divise in cinque parti e poi affidate alle figlie, in modo tale che nessuno potesse appropriarsi del loro potere e risvegliare la Corte. Ogni strofa incisa sulla lastra magica rappresenta lo spirito e la forza del regno al quale sono dedicate. Prima di scomparire, fu lui a decidere a quale regno fosse affidata ciascuna delle sue figlie. Fece perdere le sue tracce mentre Helgi era in missione per scoprire i segreti delle streghe e ha preso le sue sembianze, occupandosi del Grande Albero e vivendo ad Arcandida come un semplice giardiniere. Ha ripreso le sue vere sembianze grazie alla Canzone del Sonno, mostrando il suo vero aspetto dopo anni: un uomo alto e magro, dai capelli castani e gli occhi verdi, il naso importante e una fossetta sul lato destro della bocca. Conosce molti segreti del Grande Regno e li custodisce attentamente. Ha scritto cinque libri che descrivono gli incantesimi e gli antidoti più potenti di ciascun Regno, incantesimi generalmente proibiti ma che possono essere consultati in caso di bisogno. Sono custoditi ad Arcandida. Saggio è solo l'appellativo che il popolo gli ha dato, non si sa quale sia il suo vero nome. Non si sa di preciso da che regno provenga, ma sembra molto legato ad Arcandida e al Regno dei Ghiacci.
Thina e Tallia: Sono le cugine minori delle principesse, ma vivono ad Arcandida con Nives. Thina è la più grande, ha dieci anni e lunghi capelli mossi e ramati; Tallia, la più piccola, ha sei anni, due trecce castane e molte lentiggini. A Thina piace "mimetizzarsi" come i camaleonti, ma con il tempo maturerà molto, perdendo questa abitudine. Tallia vorrebbe diventare parrucchiera di corte, ma zia Berglind non approva a causa del talento discutibile della nipotina. Un suo vezzo è l'urlo: per qualsiasi piccola cosa la contessina ha il vizio di urlare tanto da farsi sentire per tutto il castello. Non si sa chi sono i suoi genitori, ma la Contessa Berglid è la loro tutrice.
Olafur:Il maggiordomo di Arcandida, è il capo dei camerieri del castello ed esegue gli ordini senza indugio, uomo riservato che difficilmente si scompone. È allergico ai fiori ed ha problemi di calvizie. Ha il sonno molto leggero. È il primo nome in ogni situazione drammatica che viene in mente alla Contessa Berglind.
Erla ed Arla: Sono le due cuoche di Arcandida, e cucinano piatti squisiti, ma battibeccano per qualsiasi cosa. Sono sorelle completamente diverse tra loro: Arla è bassa e cicciottella, mentre Erla è sottile e allampanata. Erla in un primo ha avuto un debole per Olafur, ma dopo aver scoperto la sua allergia (e lei non può rinunciare ai fiori) torna ad avere un rapporto normale con lui. Arla nel primo libro afferma che lei da piccola stava in casa con sua madre mentre la sorella andava fuori a giocare e bighellonare. Erla è più grande di Arla. Vogliono molto bene a Nives, nonostante faccia molti disastri in cucina quando loro non ci sono.
Calengol: Elfo delle nevi inizialmente malvagio e vendicativo per un torto subito (l'incendio accidentale alla sua foresta con l'uccisione del suo popolo a causa della guerra contro il Re Malvagio intrapresa dal Re Saggio). Adotta dei corvi rossi che saranno i suoi compagni, sopravvissuti anche loro all'incendio. Nel primo libro si allea con il Principe Senza Nome, egli lo tradirà gettandolo nel Fossato Fremente rischiando di morire. Aiuta le principesse nel quinto libro. Inizialmente vive nel Regno dei Ghiacci Eterni, in una grotta, poi si trasferisce definitivamente nel Regno del Buio.

### Regno dei Coralli
Kaliq Zaba:  Inizialmente studioso e ricercatore di botanica dell'Accademia del Regno del Deserto, poi Principe dei Coralli. Kaliq naufraga nel regno dei Coralli in seguito ad una tempesta, che causerà la morte dei suoi colleghi, si ritroverà solo nel Regno, ferito ad una gamba. Kaliq ha sempre vissuto per lo studio e si innamora di Kalea trovandola molto bella e solare, ama il mare e nuotare. Lo studioso è entrato anche a conoscenza della magia, che è proibita in tutti i regni, e questo lo porterà ad essere accusato e arrestato in quanto il Principe Senza Nome sotto mentite spoglie, ma verrà poi provata la sua innocenza. Kalea e Kaliq si sposano nel sesto libro. Purotu inizialmente odiava profondamente Kaliq ritenendolo molto strano e misterioso, inoltre era geloso delle accortezze che Kalea gli riservava. Kaliq è piuttosto alto e magro con i capelli castani e lunghi fin sotto le spalle, generalmente tenuti legati, occhi grigio-blu ed una pelle abbronzata. Famoso ricercatore, Kaliq è seducente e appare molto espansivo ed intelligente ma a volte anche sfacciato, per Kalea è sicuramente un punto saldo. Quando viene accusato di avere cattive intenzioni anche da Kalea ne rimane molto turbato e decide di ingerire ,sfidando le guardie di Fiordoblio che erano andati ad arrestarlo, delle erbe che poi si riveleranno velenose e quasi lo uccideranno, si dimostra molto turbato e deluso dal comportamento di Kalea oltre che tremendamente impulsivo. Ripresosi dalla degenza i due si perdoneranno a vicenda per essere stati impulsivi ed essersi accusati senza motivo e dichiareranno apertamente il loro amore.
Purotu e Naehu: I fratellastri delle principesse. Ritrovati dopo una tempesta dalla principessa Kalea lei decise che si sarebbe sempre occupata di loro come se fossero stati i suoi fratelli. Sono l'opposto l'uno dell'altro. Purotu è il fratello più coraggioso e ribelle, Naehu è dolce e sensibile. Purotu è un ottimo pescatore, sa nuotare molto bene, farebbe qualsiasi cosa per Kalea e Naehu ed è molto impulsivo. Custodisce il segreto per fare la ricetta delle esche per la gara della pesca del Pesce d'Oro. Naehu è un bravo poeta ed ha un animo sereno e pacifico. Vuole molto bene sia al fratello che alla sorellastra. Purotu si innamora di Daishan, la cugina delle principesse nell'ottavo libro e probabilmente ha instaurato una relazione sentimentale con lei anche se ciò non viene nominato nei libri.
Moea: È la guardiana del faro che si trova sull'Isola della Luna. Da giovane si era innamorata del bibliotecario di Arcandida Haldorr. È una persona importante per Kalea. Infatti è una buona consigliera. Canta malissimo. Quando il Re Saggio ha diviso il Grande Regno lei si è trasferita nel faro da sola, perché la sua famiglia è scomparsa in un naufragio.
Tiarè: È la migliore amica di Kalea a Fiordoblio. È bravissima a intrecciare fiori. Infatti lei ha piantato la siepe che forma il labirinto per arrivare alla reggia. Sente le persone tramite gli odori, sa ascoltare il vento e sa fare profumi buonissimi. Si afferma nel settimo libro che ha perso l'uso della vista. È sensibile e sa ascoltare le persone. Si innamora del Capitano Buhl nel settimo libro.
Emiri: È il cuoco di Fiordoblio, fa dei piatti squisiti anche se ha delle mani enormi, nelle sue creazioni lo aiutano dei pappagallini. La sua specialità è la frittura di paranza. Aiuta le principesse nel secondo, settimo e nono libro. Nel secondo aiuta il Regno dei Coralli a rirovare Naehu, catturato dal Principe Senza Nome, nel settimo aiuta a respingere l'attacco di Acquaria e nel nono inventa uno stratagemma per sconfiggere la tempesta di suoni.
Garcia: La fedele orca di Kalea. Conosce tutte le acque del regno. È amica della principessa Kalea. Nel settimo libro aiuta Yara e Kalea a trovare la base della Strega delle maree.
Jay Jay: È il pellicano postino del regno dei coralli. Ha un'apertura alare molto ampia. È un pellicano intelligente e riesce a portare i messaggi ovunque. Aiuta Kalea e Yara a dissipare la nebbia che attornia la base di Acquaria. Nel secondo libro inoltre trova Kaliq Zaba.
Il Guaritore delle isole: È un uomo saggio che riesce a curare qualsiasi male anche quelli derivanti dalla magia. Proveniva da una famiglia molto numerosa. È capace di leggere il libro dell'invisibile. Nel secondo libro sceglie come suo successore Kaliq Zaba, ma sceglie di rimanere a Fiordoblio perché innamorato di Kalea. Viene rapito dal Principe Senza Nome nel secondo libro e ritrovato al Palazzo Dormiente nel sesto libro. È di aiuto anche ad Helgi, e per gli attacchi delle streghe.

### Regno del Deserto
Armal: Cugino di Samah, è coraggioso e maturo, adora fare spedizioni nel Deserto dei Sussurri e scalare la montagna su cui si trova il palazzo reale. È il fratello minore di Daishan e vuole molto bene sia a lei che alla cugina.
Daishan: È la cugina della principessa Samah e sorella di Armal. Ha un temperamento romantico, focoso e sognatore. Infatti viene spesso rimproverata per il suo essere sempre con la testa fra le nuvole. Ha diciotto anni, ma nel nono libro si afferma che ci sarà il suo compleanno, poi interrotto dall'arrivo della Strega dei Suoni. Si innamora del mercante Yuften nel terzo libro, poi come affermerà nel nono, non sarà così attratta da lui. Si innamorerà di Purotu, ricambiata. Nel terzo libro viene usata dal Principe Senza Nome per recuperare la strofa essendo facilmente malleabile. Rischia anche la vita a causa della puntura di uno scorpione tigrato, estremamente velenoso, ma fortunatamente guarirà.
Dasin: È l'anziana tessitrice di Roccadocra,lei è quasi sempre seduta sull'unica sedia del palazzo ed è capace di realizzare tele che ritraggono degli eventi futuri. Sarà di aiuto nel terzo e nono libro. Lei afferma di trarre spunto per le sue tele dal vento e da ciò che questo le sussurra.
Nonno: È il nonno materno delle principesse ed è uno dei consiglieri più fedeli del Re Saggio e proviene dal Regno dei Coralli, infatti non è abituato a portare il turbante sul capo. Il suo vero nome è Amar. É un bravo poeta e scrittore. È un punto di riferimento per Samah e sa ascoltare il vento. Non viene menzionato direttamente, ma essendo il nonno materno delle principesse è il padre della Regina dei Cinque Regni. Entrambi dovrebbero aver vissuto nel Regno dei Coralli, come dimostra la presenza a Roccadocra di oggetti di provenienza marina, come le conchiglie che adornano la fontana nelle piazza principale.
Yuften: È un giovane figlio di mercanti che viene dalla Verde Pianura ai confini del Deserto dei Sussurri ed infatti ha un taglio del viso diverso dagli uomini del suo Regno. È impulsivo, scontroso e indomabile, e afferma più volte che lui non sarà mai un mercante. Si innamorerà di Daishan. Ha un fratello minore di nome Nuasef. Si rifiuta di portare il turbante come tutte le persone del posto. Daishan si innamora di lui, ma dopo la loro fuga Yuften si vanterà davanti ai suoi amici, raccontando di essere stato eroico e coraggioso, e questo ferirà Daishan: lui era molto più spaventato, persino più di lei.
Amira: La cavalla preferita, nonché migliore amica di Samah; ha il manto dorato ed un istinto eccezionale. È una preziosa guida nel deserto. Verrà ferita da uno dei Licantropi Silenti di Stridoria nel nono libro, e sarà proprio il suo affetto verso Samah a fermare la Strega dei Suoni.

### Regno delle Foreste
Sumati: È un punto di riferimento per Yara, avendole fatto da madre quando la sua si è offerta di salvare il Regno. È saggia e matura, e non si è mai innamorata, o forse non si è mai voluta impegnare per prendersi cura di Yara. Ha gli occhi nocciola e lunghi capelli castani dai riflessi ambrati, tratto piuttosto insolito nel Regno delle Foreste, forse perché Sumati non è originaria del luogo.
Arun: È l'architetto-carpentiere di Jangalaliana, anche messaggere (occasionalmente) del Regno delle Foreste. Può sollevare un tronco con la sola forza delle braccia e nuota spesso nel Fiume delle Sette Correnti. É colui che ha costruito la reggia di Jangalaliana, aiutato dagli abitanti del regno, e la conosce a memoria. Non segue le mode del regno e ha i capelli ricci. È un uomo di poche parole ma affidabile.
Darany: È il musicista di Jangalaliana, è fedele alla principessa e a tutto il regno. Sa suonare tutti gli strumenti custoditi nella Sala della Musica (contiene tutti gli strumenti del Grande Regno), da lui ideata con la principessa Yara. Per lui è un piacere suonare con la principessa Samah. Appare solo nel quarto libro, poi se ne sente parlare solo nelle grandi cerimonie.
Verdelj:  La gorilla cuoca, la sua specialità sono gli involtini ripieni di riso. È enorme ed ha un cucciolo. È presente solo nel quarto libro.
Vannak: Inizialmente un giovane bellicoso, pieno di odio e violento contro la famiglia reale. È il capo dei Nai Lai, una delle tribù del Regno delle Foreste. I Nai Lai sono sempre stata una tribù fedele al vecchio Re e infatti, il padre di Vannak combatté per lui. Da piccoli Yara e Vannak non potevano nemmeno incontrarsi. Vannak, ormai adulto, non accetta l'autorità della principessa Yara e la sfida in un duello con l'arco ma perde: è costretto, insieme alla sua tribù ad accettarla come sovrana. È avvenente e anche muscoloso, coraggioso, agile e bravo a passare da una liana all'altra, inoltre è un buon arciere. Dopo aver capito veramente chi è Yara, se ne innamora. Nell'ottavo libro verrà pietrificato per salvare la vita della Principessa delle Foreste, ma alla fine ritorna in carne ed ossa. Ha un fratello maggiore che è andato via dal Regno, in quanto in disaccordo con il padre riguardo al re Saggio e alle sue figlie. Ha una madre molto dolce ma fragile, mentre suo padre è scomparso da molto tempo. Una volta che l'odio covava verso la famiglia Reale passerà si dimostrerà sereno ed in pace con sé stesso, pronto a diventare un buon capo per i Nai Lai e per tutto il popolo delle foreste.
Lalima: La fedele pantera di Yara. È stata trovata quando era ancora una cucciola tra le mangrovie della laguna. È molto protettiva verso la principessa, nonché molto agile e veloce. È anche molto forte, infatti, combattendo contro un Licantropo Silente, vincerà anche se alla fine rimane stremata. Ha il manto nero e lucido. È la migliore amica di Yara e le è molto affezionata, come la principessa a lei.
Il Saggio dei Coleotteri Cobalto: Un uomo molto anziano che conosce molto bene i pericoli della magia, aiuta a fermare l'incendio causato dalla strega Pirea nella foresta vivente con l'incantesimo dell'acqua e del fuoco. Nel quarto libro è ingannato e rapito dal Principe Senza Nome, che ne prende le sembianze e lo nasconde nella foresta. Ha molti coleotteri cobalto, il suo appellativo deriva da questo e non solo. Infatti da giovane aveva rubato la Gemma di Aglaia per studiarne le proprietà, ma la natura si ribellò con un diluvio dalle proporzioni mai viste. La gente si rifugiò sugli alberi più alti. La mattina che seguente la pioggia torrenziale terminò ma un enorme fiore scarlatto crebbe davanti alla casa del giovane. Lui provò a estirpare le piante ma invano. La gente lo trovo sulla soglia di casa a piangere e, scoperto l'accaduto, lo sciamano decise di mandarlo a vivere lontano. L'uomo dovette perciò abbandonare l'amata moglie. Per non farla addolorare di più, poi trovò il modo di mandare i coleotteri a parlarle nel sonno e a rassicurarla. Per questo è conosciuto come saggio dei coleotteri: li alleva per sussurrare nel sonno ciò che vuole alla sua amata. Il Principe senza Nome imparerà da lui le tecniche per addestrare i coleotteri a suo piacimento e per usarli, però, per scopi malvagi, a differenza delle buone intenzioni del Saggio dei Coleotteri.

### Regno del Buio
Rubin Blue: Mercante e studioso dell'Accademia del Regno del Deserto. Giovano studioso, famoso in tutti i regni, entrerà in contatto con la magia del principe Senza Nome che lo sfrutterà per conquistare i cuori di Samah e Diamante per rubare loro le strofe. Dal terzo libro si evince che Rubin conosce già la principessa Diamante e, quindi , si suppone abbia rubato prima alla principessa del Buio la strofa. Nel Regno del Buio Rubin e Diamante trascorrono molto tempo assieme e lui la conquista con le sue storie sul mondo e le sue avventure, lei si innamora di lui e lo bacia. Rubin si aggira indisturbato nel regno e trova la strofa. Sparisce senza lasciare traccia e non manda nessuna lettera alla principessa del Buio. Arriva poi nel Palazzo di Roccadocra e Samah è molto colpita dai modi sicuri ed affabili del giovane che ha solo qualche anno più di lei. In questo modo agisce indisturbato nel castello e approfitta dell'ingenua Daishan, facendole rubare al posto suo la strofa. Fuggirà dal Regno e probabilmente consegna le strofe al Principe senza Nome. Finalmente libero dalla magia del Principe senza Nome torna dalla donna che ama: la Principessa Diamante e le chiede di sposarla. Diamante dopo una serie di prove deciderà di sposarlo perché ormai si fida di lui e della sua buona fede. Rubin è un ragazzo intelligente e pieno di ingegno, avventuroso ed un ottimo cantastorie, espansivo e sorridente.
Zecchino: È il precettore, insegnante consigliere della principessa Diamante, è molto puntuale. Si veste con colori e fantasie stravaganti ed ha due vistosi baffi. Sa molte cose sul Regno del Buio e possiede un orologio da taschino. Ha una figlia di nome Zaffira.
Zaffira: È la figlia di Zecchino, è intelligente, sa suonare il pianoforte e ama leggere. La Principessa Diamante si diverte a rimproverarla per i più piccoli errori, in quanto odia vederla sempre perfetta e puntuale; in verità, nel quinto libro si comprende che è per questo motivo che la Principessa non nutre una particolare simpatia per lei. Ortensio dice che possiede il "dono musicale" e l'ammira molto per questo. Compare solo nel quinto libro ma viene nominata anche nelle grandi cerimonie. Piuttosto giovane e minuta, ha i capelli rosso acceso tagliati a caschetto e gli occhi blu brillanti; indossa un abito azzurro su cui sono disegnate molte libellule.
Ortensio: È il botanico della reggia di Terratonda; sa coltivare tutte le piante che crescono nei Campi Erbosi e nel quinto libro fa parte della spedizione per liberare il Fuoco Fatale. Nel decimo libro salva la principessa Yara dall'annegamento. Ha la carnagione chiarissima, i capelli rossi ricci e le lentiggini. Sembra essere analfabeta, infatti afferma di sapere a malapena scrivere il suo nome. Spesso si mostra esuberante e implusivo; la principessa Diamante lo sgrida spesso per via della sua ingenuità, ma è un bravo ragazzo che ha pochi grilli per la testa, attivo e propositivo, che colpirà positivamente anche il Principe Gunnar e Yara.
Il Maestro delle Correnti Oscure: Comanda l'acqua delle Pozze Variopinte. È saggio e comunica con frasi enigmatiche, che pochi decifrano. Ha i capelli neri che arrivano alle spalle e penetranti occhi scuri.

### Isola Errante
Vecchio Re: è stato il tiranno che inizialmente ha sottomesso il Grande Regno portando guerra e distruzione. Salito al trono quando era ancora ragazzino, soffriva enormemente per la morte del padre ma il suo cuore non era ancora indurito dal dolore. Si innamorò di Hannah e la sposò, l'amava moltissimo ma lei un giorno, dopo aver dato alla luce suo figlio, scomparve misteriosamente e tragicamente. Il suo cuore si spezzò definitivamente quando il figliò si ammalo e cominciò a deperire a vista d'occhio. Nonostante il figlio fosse stato salvato dalle arti magiche, il Vecchio Re cominciò a divenire violento e arrogante, facendo soffrire terribilmente il popolo. Praticava le arti magiche, specialmente quelle più pericolose, e spesso creava mostri per il solo piacere di farlo, come il Millezzanne o il Milledenti. 
Il popolo si ribellò alla sua malvagità e il capo della rivolta fu un suo giovane cavaliere, colui che divenne poi il Re Saggio. Dopo una lunga e sanguinosa guerra fu addormentato nella sua corte, e non ucciso per pietà e rispetto della vita da parte del Re Saggio. Pur di vincere la guerra fece un patto con le streghe: se avesse vinto avrebbero ottenuto il Grande Regno, ovviamente in cambio di aiuti stregati. Perse comunque la guerra, ma, nonostante ciò, le Streghe rivendicarono comunque il Regno. 
La sua magia, probabilmente, è la Magia Senza Colore, ma non è specificato. Sua moglie è la regina Hannah, che è scomparsa la notte in cui è nato suo figlio Anthor. Il suo vero nome è Donor. 
Dopo aver chiesto perdono alla Regina e al Re Saggio questi decideranno che combattere a vicenda sarebbe inutile per l'armonia del Regno e che avrebbero governato insieme i Cinque Regni.
Anthor/Principe senza Nome/Neil:È il figlio del Vecchio Re, da piccolo si ammalò gravemente e venne curato dalla Mai Nominata (sua madre trasformata dal Vortice Grigio). Il motivo per cui lo aveva curato era che lui sarebbe stato un grande mago, e quindi molto potente. Gli fece un incantesimo che non gli permise più di provare emozioni al fine di renderlo più concentrato sugli studi magici e per rafforzarlo. Gli cancellò pure la memoria dato che aveva ascoltato una conversazione tra lei e suo padre nella quale era venuto a conoscenza di quell'incantesimo che gli impediva di provare emozioni. Lui avrebbe riacquistato la memoria solo se avesse provato dei sentimenti, cosa impossibile dato che con il precedente maleficio non poteva più farlo da tempo ormai. Quando la guerra tra il Re Saggio e il Vecchio Re si concluse, lui non fu sottoposto all'incantesimo del sonno perché scomparso (un'ipotesi era quella che si fosse nascosto per gioco , ma poteva essere stato portato in salvo dal Grande Sonno anche dalla Mai Nominata). Fu educato dalla Strega delle Streghe e dalle altre all'uso della Magia Senza Colore e poi escogitò il piano per risvegliare la corte addormentata. Nel periodo nel quale ruberà le strofe alle principesse sarà chiamato l'appellativo: Principe Senza Nome, visto che non si sa conosceva sia il suo nome e soprattutto perché cambiava sembianze per i suoi loschi scopi, al fine di aggirarsi indisturbato nei Cinque Regni. Per rubare la strofa del Regno dei Ghiacci Eterni prenderà le sembianze di un giovane biondo alto e con gli occhi azzurri, mirando a diventare sposo di Nives, alleandosi con Calengol. Si farà chiamare Principe Herbert di Lom, anche se il vero principe è un ragazzino di tredici anni, che in verità è un cadetto. Herbert non riuscirà a rubare la strofa e non riuscirà nemmeno a comprendere perché il Lupo Gunnar protegge fedelmente la Principessa, cioè per amore: a lui non era permesso di concepirlo nemmeno come termine. Nel Regno dei Coralli, si trasformerà nel pescatore Anoi, facendo credere a tutti che il colpevole sia Kaliq Zaba. Nel Regno delle Foreste si tramuterà invece nel Saggio dei Coleotteri Cobalto. Per Samah e Diamante invierà sotto incantesimo Rubin Blue, influenzato dal suo coleottero cobalto. Successivamente si reca dall'unica Principessa a cui non era riuscito a sottrarre la strofa: Nives. La trascinerà con forza in una sala e la costringerà a farsi consegnare la strofa minacciandola di fare del male alla sua corte se non l'avesse fatto. Alla fine, dopo aver ottenuto ciò che voleva, li congelerà in un blocco di ghiaccio con l'incantesimo del Ghiaccio Eterno. Quando è il Principe Senza Nome è descritto con degli occhi che cambiano colore dal verde, al grigio al blu, con i capelli neri e lisci e lo sguardo rapace. Verrà addormentato dal Guaritore delle Isole, così da prendere posto alla Regina. Verrà (non si sa di preciso) annunciato che lui è scomparso dalle cantine della Rocca del Sonno nel decimo libro. È stata la Mai Nominata a risvegliarlo: voleva ottenere tutti i suoi poteri essendo ormai adulto. Il Principe però non era affatto intenzionato a cederle quei poteri e la Strega lo imprigionerà nelle segrete. Quando Samah verrà catturata anche lei dalle Streghe rimarrà in cella con lui il quale si farà chiamare Neil, per non farsi riconoscere. Con lei, però, inizierà a provare qualcosa. Tornerà nel Grande Regno dopo un tempo non definito di prigionia. Grazie alla Principessa del Deserto nel dodicesimo libro a provare sentimenti. Darà man forte alla spedizione a Castellobliquo e libererà il padre (nel frattempo liberato dalla Mai Nominata la quale voleva ricattare il Principe attraverso il Padre). Alla fine ritroverà la madre, la regina Hannah, che è tornata normale dopo lo scontro con le Principesse. Abbandonerà definitivamente la magia e il suo amuleto che lo aveva sempre protetto durante la sua precedente vita e sposerà Samah divenendo Principe del Deserto.

## Incanto
La saga d'Incanto è una saga spin-off delle Principesse del Regno della Fantasia, edita da Piemme ed è ideata dagli stessi autori di Tea Stilton. È dedicata alle lettrici tra i 6 ed i 9 anni, a differenza della precedente saga adatta dai 10 ai 13 anni.
Le protagoniste sono delle giovanissime Principesse: Samah, Nives, Diamante, Kalea e Yara che vivono e studiano ai confini del Regno della Fantasia in un'Accademia per giovani reali; in questa serie non si sono mai separate da bambine a causa della guerra contro il Vecchio Re. Le 5 scoprono di essere delle Guardiane in grado di difendere il Regno e l'Accademia dalle forze del male. Anche in questa saga sono accompagnate da animali che hanno il compito di proteggerle e guidarle. Ogni principessa ha un'inclinazione particolare: Samah per le piante e la musica, Nives per il disegno, Diamante per le pietre, i balli e i gioielli, Kalea ama profumi ed essenze, Yara si esercita con l'arco.

## Principesse dell'Alba
Samah, Nives, Kalea, Yara e Diamante hanno governato con saggezza e coraggio i Cinque Regni, ormai legati indissolubilmente come le Cinque Principesse. A loro si sono succeduti, per anni, i loro eredi che, a loro volta, hanno governato con armonia il Regno fino a che Ivarr, terribile stregone, Signore della Discordia, non ha deciso di porre fine a quei lunghi secoli di pace che le Principesse avevano faticosamente conquistato insieme. Il Signore della Discordia ha portato la distruzione dei Cinque Regni grazie al suo terribile esercito: i ghiacci di Arcandida si sono sciolti, le sabbie del deserto si sono alzate, i boschi sono bruciati e le isole del Regno dei Coralli sono state sommerse dalle acque. I Discendenti delle Leggendarie Principesse hanno fatto di tutto per proteggere il popolo ma sono stati vani tutti i loro tentativi: i Cinque Regni sono ormai caduti in rovina, i popoli si sono separati e i disastri naturali sono all'ordine del giorno. Oltre un secolo è passato da quando Ivarr ha fatto il suo ingresso distruttivo nei Regni e la discendenza delle Principesse sembra essersi quasi del tutto perduta, anzi, anche le storie sulle Leggendarie Cinque Principesse non sembrano essere più narrate per non ricordare quei bei tempi di prosperità in cui il Regno era florido ed in pace. Astrid, coraggiosa e testarda principessa di Città delle Sette Torri - città fondata nel Regno dei Ghiacci dopo la distruzione di Arcandida e del Regno dei Ghiacci - sa, però, di essere la discendente della principessa Nives e sarà proprio lei, dopo aver incontrato un misterioso lupo d'argento, a decidere di partire alla ricerca delle altre discendenti delle Principesse perché, solo così, si potrà riportare la pace nel Grande Regno, affinché una nuova era, una nuova Alba possa sorgere sui Cinque Regni. Astrid riesce a trovare tutte le ragazze discendenti delle Principesse ed insieme si dirigono verso Tordiscordia, dimora di Ivarr, per scoprire il mistero ed il significato della profezia che le vorrebbe salvatrici del Grande Regno. Fondamentale si rivela l'aiuto di Nemis, avventuriera discendente di Kalea e del misterioso Elian accorso in aiuto delle Principesse dell'Alba per riportare la pace nel Grande Regno: il loro viaggio è, però, costellato di inganni e pericoli.  